# Unni Kristiansen
Unni Kristiansen es una deportista noruega que compitió en biatlón. Ganó una medalla de bronce en el Campeonato Mundial de Biatlón de 1991, en la prueba por equipos.

## Palmarés internacional
| Campeonato Mundial | Campeonato Mundial | Campeonato Mundial | Campeonato Mundial |
| Año                | Lugar              | Medalla            | Prueba             |
| ------------------ | ------------------ | ------------------ | ------------------ |
| 1991               | Lahti (Finlandia)  | Medalla de bronce  | Equipo             |